# Gabrovnik
Gabrovnik este o localitate din comuna Slovenske Konjice, Slovenia, cu o populație de 176 de locuitori.